# Hippeastrum starkiorum
Hippeastrum starkiorum är en amaryllisväxtart som först beskrevs av Ira Schreiber Nelson och Hamilton Paul Traub, och fick sitt nu gällande namn av Van Scheepen. Hippeastrum starkiorum ingår i släktet amaryllisar, och familjen amaryllisväxter.
Artens utbredningsområde är Bolivia. Inga underarter finns listade i Catalogue of Life.